# Kanton Hochfelden
Hochfelden is een voormalig kanton van het Franse departement Bas-Rhin. Het kanton maakte deel uit van het arrondissement Strasbourg-Campagne.
Het arrondissement Strasbourg-Campagne werd op 1 januari 2015 opgeheven waarbij ook het kanton Hochfelden verdween. De gemeenten van het opgeheven kanton werden bijna allemaal bij het kanton Bouxwiller gevoegd, dit met uitzondering van de gemeenten Friedolsheim en Saessolsheim, die bij het kanton Saverne werden gevoegd. Alle gemeentes werden onderdeel van het arrondissement Saverne.

## Gemeenten
Het kanton Hochfelden omvatte de volgende gemeenten:
- Alteckendorf
- Bossendorf
- Duntzenheim
- Ettendorf
- Friedolsheim
- Geiswiller
- Gingsheim
- Grassendorf
- Hochfelden (hoofdplaats)
- Hohatzenheim
- Hohfrankenheim
- Ingenheim
- Issenhausen
- Lixhausen
- Melsheim
- Minversheim
- Mittelhausen
- Mutzenhouse
- Ringeldorf
- Ringendorf
- Saessolsheim
- Schaffhouse-sur-Zorn
- Scherlenheim
- Schwindratzheim
- Waltenheim-sur-Zorn
- Wickersheim-Wilshausen
- Wilwisheim
- Wingersheim
- Zœbersdorf